# ボルゴローゼ
ボルゴローゼ（伊: Borgorose）は、イタリア共和国ラツィオ州リエーティ県にある、人口約4,200人の基礎自治体（コムーネ）。

## 地理

### 位置・広がり
リエーティ県のコムーネ。県都リエーティから南東へ39kmの距離にある。

#### 隣接コムーネ
隣接するコムーネは以下の通り。括弧内のAQはラクイラ県所属を示す。
- ラークイラ (AQ)
- ルーコリ (AQ)
- マリアーノ・デ・マルシ (AQ)
- ペスコロッキアーノ
- サンテ・マリーエ (AQ)
- トルニンパルテ (AQ)

### 気候分類・地震分類
ボルゴローゼにおけるイタリアの気候分類 (it) および度日は、zona E, 2697 GGである。
また、イタリアの地震リスク階級 (it) では、zona 1 (sismicità alta) に分類される。

## 行政

### 分離集落
ボルゴローゼには、以下の分離集落（フラツィオーネ）がある。
- Cartore, Castelmenardo, Collefegato, Collemaggiore, Colleviati-Villette, Collorso, Corvaro, Grotti, Pagliara, Poggiovalle, Ponte Civitella, Sant'Anatolia, Santo Stefano, Spedino, Torano, Villerose

### 山岳部共同体
- 山岳共同体 "Salto Cicolano" に属する

## 人物

### 著名な出身者
- ニコラウス5世 - 14世紀の対立教皇。コルヴァーロ出身。